# Viên Mỡ Bò
Viên Mỡ Bò (tiếng Pháp: Boule de Suif) (còn được dịch giả Nguyễn Hiến Lê dịch là Thùng Nước Lèo)  là một truyện ngắn của Guy de Maupassant, được viết vào năm 1879. Truyện ngắn này được công bố lần đầu tiên vào tháng 1 năm 1880 khi Guy de Maupassant đọc cho bạn bè thuộc "nhóm Médan" nghe. Sau đó nó được xuất bản trong tập truyện ngắn mang tên Les Soirées de Médan (Những buổi tối của Médan) vào 15 tháng 4 năm 1880.
Tên "Viên Mỡ Bò" là được dịch sát nghĩa từ Boule de Suif sang tiếng Việt. Trong tiếng Pháp, boule de suif được dùng để chỉ các cô gái mũm mĩm.

## Nội dung
Trong vùng bị quân Đức chiếm đóng có một nhóm người muốn thoát ra đến vùng do Pháp kiểm soát vì lý do riêng. Họ cùng xin được giấy phép, thuê chung một chuyến xe ngựa và cuộc khởi hành được ấn định vào một buổi sớm mùa đông. Cuộc hành trình gồm 10 người, trong đó có 3 cặp vợ chồng (một thương nhân giàu có, một chủ nhà máy, và một quý tộc), hai nữ tu và hai người thuộc thành phần "đặc biệt": một cô gái giang hồ to béo nhưng xinh đẹp có biệt danh là "Viên Mỡ Bò" và "nhà dân chủ" Cornudet. Trong chiếc xe ngựa chật hẹp như vậy cũng tạm chia thành mấy đẳng cấp. Kẻ có tiền nghiễm nhiên được xem là đầy đủ đạo đức và đáng kính nhất là 3 cặp vợ chồng; và hai nữ tu sĩ trở thành một thứ giai cấp (vì đặc điểm hoàn cảnh xã hội của truyện lúc bấy giờ thì giai cấp tăng lữ của nhà thờ Thiên chúa giáo luôn được tôn trọng). Còn tầng lớp thấp nhất là "nhà dân chủ" và cô gái giang hồ Viên Mỡ Bò. Vì hoàn cảnh xuất thân và nghề nghiệp nên Viên Mỡ Bò luôn chịu sự dè bỉu khinh bỉ của người, nhưng cô là người có bản lĩnh nên sau đó không ai dám nói gì cô...
Cuộc hành trình gặp nhiều khó khăn hơn so với dự định: đường xa, vắng bóng hàng quán khiến mọi người bụng đói cồn cào. Không ai chuẩn bị gì cho tình huống bất ngờ này. Vốn lo xa, chỉ có Viên Mỡ Bò là người duy nhất có lương thực trong xe. Cô ngần ngại không dám mời ai vì sợ mọi người vẫn còn định kiến với mình. Sau cùng vì quá đói, có người ngất xỉu. Họ đành chấp nhận lời mời của cô gái giang hồ hèn kém, và chưa bao giờ người ta thấy một "thế giới cộng đồng" hoàn chỉnh như vậy bên cạnh giỏ đồ ăn của cô gái vốn bị khinh rẻ này.
Chuyến xe bị chặn lại tại đồn lính Đức. Tên sĩ quan trưởng đồn từng nghe tiếng về vẻ đẹp của Viên Mỡ Bò, hắn ra điều kiện, nếu Viên Mỡ Bò bằng lòng qua một đêm với hắn thì mọi người tiếp tục lên đường. Trong đêm ở quán, Nhà dân chủ đã có ý ve vãn cô nhưng cô kiên quyết từ chối vì không thể nào làm nhục đất nước bằng cách hành nghề bên cạnh quân thù. Là cô gái giang hồ nhưng cô có ý thức về sĩ diện đất nước và không ưa gì quân Đức, Viên Mỡ Bò kiên quyết cự tuyệt. Đoàn người tiếp tục bị giữ lại và họ đổ lỗi cho cô, rồi tìm lời ngon ngọt thuyết phục cô, "bằng gương hy sinh của các nữ anh hùng" đã "không tiếc thân mình" để phá quân thù, Viên Mỡ Bò cũng muốn được đi nên bằng lòng. Sáng hôm sau, đoàn người được phép lên đường. Nhưng họ đổi thái độ với cô, xem cô như một kẻ nhơ nhuốc giữa những người lương thiện. Viên Mỡ Bò bối rối không kịp chuẩn bị gì cho cuộc hành trình xa xôi nên cô không còn gì để ăn. Ai cũng có đồ ăn và không ai mời đến cô kể cả hai nữ tu. Cô đói, khát, giá lạnh, trên tất cả là lòng căm phẫn trước sự bạc bẽo xảo trá của "bọn người lương thiện đểu cáng". Cô bật khóc nức nở trong khi Nhà dân chủ đã ăn no, vui vẻ, huýt sáo vu vi bài quốc ca Pháp và từng giai điệu hòa lẫn trong tiếng khóc tức tưởi của cô gái giang hồ.